# Formule 1 in 1998

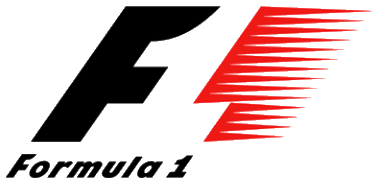
Formule 1 logo

Het Formule 1-seizoen 1998 was het 49ste FIA Formula One World Championship seizoen. Het begon op 8 maart en eindigde op 1 november na zestien races.
Mika Häkkinen won zijn eerste wereldtitel. Het was van Ayrton Senna in 1991 geleden dat een Team McLaren-rijder de wereldtitel pakte. McLaren won ook het constructeurskampioenschap.
Renault verliet de Formule 1 na 1997. De Renault-motoren werden nog wel gebruikt bij Williams onder de naam Mecachrome en bij Benetton onder de naam Playlife.
Damon Hill won zijn laatste race in België.
Mika Häkkinen en Michael Schumacher stonden na 14 van de 16 races beide op 80 punten in het klassement.

## Kalender

Landen die in 1998 een Grand Prix organiseerden zijn getoond in het groen, voormalige organiserende landen zijn getoond in het donkergrijs.

| GP nr. | Ronde | Grand Prix              | Circuit                        | Plaats                    | Datum        |
| ------ | ----- | ----------------------- | ------------------------------ | ------------------------- | ------------ |
| 615    | 1     | GP van Australië        | Albert Park Street Circuit     | Melbourne                 | 8 maart      |
| 616    | 2     | GP van Brazilië         | Autódromo José Carlos Pace     | São Paulo                 | 29 maart     |
| 617    | 3     | GP van Argentinië       | Autódromo Oscar Alfredo Gálvez | Buenos Aires              | 12 april     |
| 618    | 4     | GP van San Marino       | Autodromo Enzo e Dino Ferrari  | Imola                     | 26 april     |
| 619    | 5     | GP van Spanje           | Circuit de Barcelona-Catalunya | Montmeló                  | 10 mei       |
| 620    | 6     | GP van Monaco           | Circuit de Monaco              | Monte Carlo               | 24 mei       |
| 621    | 7     | GP van Canada           | Circuit Gilles Villeneuve      | Montreal (Quebec)         | 7 juni       |
| 622    | 8     | GP van Frankrijk        | Circuit de Nevers Magny-Cours  | Magny-Cours               | 28 juni      |
| 623    | 9     | GP van Groot-Brittannië | Silverstone Circuit            | Silverstone               | 12 juli      |
| 624    | 10    | GP van Oostenrijk       | A1 Ring                        | Spielberg bei Knittelfeld | 26 juli      |
| 625    | 11    | GP van Duitsland        | Hockenheimring                 | Hockenheim                | 2 augustus   |
| 626    | 12    | GP van Hongarije        | Hungaroring                    | Mogyoród                  | 16 augustus  |
| 627    | 13    | GP van België           | Circuit de Spa-Francorchamps   | Stavelot                  | 30 augustus  |
| 628    | 14    | GP van Italië           | Autodromo Nazionale Monza      | Monza                     | 13 september |
| 629    | 15    | GP van Luxemburg        | Nürburgring GP-Strecke         | Nürburg                   | 27 september |
| 630    | 16    | GP van Japan            | Circuit Suzuka                 | Suzuka                    | 1 november   |

### Kalenderwijzigingen in 1998
- De Grand Prix van Europa verdween van de kalender van de Formule 1.

### Afgelast
De Grand Prix van Portugal werd afgelast omdat de regering van Portugal die het circuit in 1997 had overgenomen weigerde te betalen voor de veiligheidsverbeteringen aan het circuit. Hierdoor ontstond er een gat in de kalender van vijf weken.
| Ronde | Grand Prix      | Circuit              | Plaats  | Originele datum |
| ----- | --------------- | -------------------- | ------- | --------------- |
| 16    | GP van Portugal | Autódromo do Estoril | Estoril | 11 oktober      |

## Ingeschreven teams en coureurs
De volgende teams en coureurs namen deel aan het 'FIA Wereldkampioenschap F1' 1998.
| Inschrijving                 | Constructeur        | Chassis | Motor                 | Banden | Nr. | Coureur               | Ronde |
| ---------------------------- | ------------------- | ------- | --------------------- | ------ | --- | --------------------- | ----- |
| Winfield Williams            | Williams-Mecachrome | FW20    | Mecachrome GC37-01    | G      | 1   | Jacques Villeneuve    | Alle  |
| Winfield Williams            | Williams-Mecachrome | FW20    | Mecachrome GC37-01    | G      | 2   | Heinz-Harald Frentzen | Alle  |
| Scuderia Ferrari Marlboro    | Ferrari             | F300    | Ferrari 047           | G      | 3   | Michael Schumacher    | Alle  |
| Scuderia Ferrari Marlboro    | Ferrari             | F300    | Ferrari 047           | G      | 4   | Eddie Irvine          | Alle  |
| Mild Seven Benetton Playlife | Benetton-Playlife   | B198    | Playlife GC37-01      | B      | 5   | Giancarlo Fisichella  | Alle  |
| Mild Seven Benetton Playlife | Benetton-Playlife   | B198    | Playlife GC37-01      | B      | 6   | Alexander Wurz        | Alle  |
| West McLaren Mercedes        | McLaren-Mercedes    | MP4/13  | Mercedes FO110G       | B      | 7   | David Coulthard       | Alle  |
| West McLaren Mercedes        | McLaren-Mercedes    | MP4/13  | Mercedes FO110G       | B      | 8   | Mika Häkkinen         | Alle  |
| Benson & Hedges Jordan       | Jordan-Mugen-Honda  | 198     | Mugen-Honda MF-301 HC | G      | 9   | Damon Hill            | Alle  |
| Benson & Hedges Jordan       | Jordan-Mugen-Honda  | 198     | Mugen-Honda MF-301 HC | G      | 10  | Ralf Schumacher       | Alle  |
| Gauloises Prost Peugeot      | Prost-Peugeot       | AP01    | Peugeot A16           | B      | 11  | Olivier Panis         | Alle  |
| Gauloises Prost Peugeot      | Prost-Peugeot       | AP01    | Peugeot A16           | B      | 12  | Jarno Trulli          | Alle  |
| Red Bull Sauber Petronas     | Sauber-Petronas     | C17     | Petronas SPE-01D      | G      | 14  | Jean Alesi            | Alle  |
| Red Bull Sauber Petronas     | Sauber-Petronas     | C17     | Petronas SPE-01D      | G      | 15  | Johnny Herbert        | Alle  |
| Danka Zepter Arrows          | Arrows              | A19     | Arrows T2-F1          | B      | 16  | Pedro Diniz           | Alle  |
| Danka Zepter Arrows          | Arrows              | A19     | Arrows T2-F1          | B      | 17  | Mika Salo             | Alle  |
| HSBC Stewart Ford            | Stewart-Ford        | SF02    | Ford VJ Zetec-R       | B      | 18  | Rubens Barrichello    | Alle  |
| HSBC Stewart Ford            | Stewart-Ford        | SF02    | Ford VJ Zetec-R       | B      | 19  | Jan Magnussen         | 1–7   |
| HSBC Stewart Ford            | Stewart-Ford        | SF02    | Ford VJ Zetec-R       | B      | 19  | Jos Verstappen        | 8–16  |
| PIAA Tyrrell                 | Tyrrell-Ford        | 026     | Ford VJ Zetec-R       | G      | 20  | Ricardo Rosset        | Alle  |
| PIAA Tyrrell                 | Tyrrell-Ford        | 026     | Ford VJ Zetec-R       | G      | 21  | Toranosuke Takagi     | Alle  |
| Fondmetal Minardi Team       | Minardi-Ford        | M198    | Ford VJ Zetec-R       | B      | 22  | Shinji Nakano         | Alle  |
| Fondmetal Minardi Team       | Minardi-Ford        | M198    | Ford VJ Zetec-R       | B      | 23  | Esteban Tuero         | Alle  |

## Resultaten en klassement

### Grands Prix
| Ronde | Grand Prix              | Poleposition         | Snelste ronde      | Winnende coureur   | Winnende constructeur | Banden | Verslag |
| ----- | ----------------------- | -------------------- | ------------------ | ------------------ | --------------------- | ------ | ------- |
| 1     | GP van Australië        | Mika Häkkinen        | Mika Häkkinen      | Mika Häkkinen      | McLaren-Mercedes      | B      | Verslag |
| 2     | GP van Brazilië         | Mika Häkkinen        | Mika Häkkinen      | Mika Häkkinen      | McLaren-Mercedes      | B      | Verslag |
| 3     | GP van Argentinië       | David Coulthard      | Alexander Wurz     | Michael Schumacher | Ferrari               | G      | Verslag |
| 4     | GP van San Marino       | David Coulthard      | Michael Schumacher | David Coulthard    | McLaren-Mercedes      | B      | Verslag |
| 5     | GP van Spanje           | Mika Häkkinen        | Mika Häkkinen      | Mika Häkkinen      | McLaren-Mercedes      | B      | Verslag |
| 6     | GP van Monaco           | Mika Häkkinen        | Mika Häkkinen      | Mika Häkkinen      | McLaren-Mercedes      | B      | Verslag |
| 7     | GP van Canada           | David Coulthard      | Michael Schumacher | Michael Schumacher | Ferrari               | G      | Verslag |
| 8     | GP van Frankrijk        | Mika Häkkinen        | David Coulthard    | Michael Schumacher | Ferrari               | G      | Verslag |
| 9     | GP van Groot-Brittannië | Mika Häkkinen        | Michael Schumacher | Michael Schumacher | Ferrari               | G      | Verslag |
| 10    | GP van Oostenrijk       | Giancarlo Fisichella | David Coulthard    | Mika Häkkinen      | McLaren-Mercedes      | B      | Verslag |
| 11    | GP van Duitsland        | Mika Häkkinen        | David Coulthard    | Mika Häkkinen      | McLaren-Mercedes      | B      | Verslag |
| 12    | GP van Hongarije        | Mika Häkkinen        | Michael Schumacher | Michael Schumacher | Ferrari               | G      | Verslag |
| 13    | GP van België           | Mika Häkkinen        | Michael Schumacher | Damon Hill         | Jordan-Mugen-Honda    | G      | Verslag |
| 14    | GP van Italië           | Michael Schumacher   | Mika Häkkinen      | Michael Schumacher | Ferrari               | G      | Verslag |
| 15    | GP van Luxemburg        | Michael Schumacher   | Mika Häkkinen      | Mika Häkkinen      | McLaren-Mercedes      | B      | Verslag |
| 16    | GP van Japan            | Michael Schumacher   | Michael Schumacher | Mika Häkkinen      | McLaren-Mercedes      | B      | Verslag |

### Puntentelling
Punten worden toegekend aan de top zes geklasseerde coureurs. 
| Positie | 01e0 | 02e0 | 03e0 | 04e0 | 05e0 | 06e0 |
| Punten  | 10   | 6    | 4    | 3    | 2    | 1    |

### Klassement bij de coureurs
| Pos. | Nr. | Coureur               | Grands Prix | Grands Prix | Grands Prix | Grands Prix | Grands Prix | Grands Prix | Grands Prix | Grands Prix | Grands Prix | Grands Prix | Grands Prix | Grands Prix | Grands Prix | Grands Prix | Grands Prix | Grands Prix | Punten |
| Pos. | Nr. | Coureur               | AUS         | BRA         | ARG         | SMR         | SPA         | MON         | CAN         | FRA         | GBR         | OOS         | DUI         | HON         | BEL         | ITA         | LUX         | JPN         | Punten |
| ---- | --- | --------------------- | ----------- | ----------- | ----------- | ----------- | ----------- | ----------- | ----------- | ----------- | ----------- | ----------- | ----------- | ----------- | ----------- | ----------- | ----------- | ----------- | ------ |
| 1    | 8   | Mika Häkkinen         | 1PS0        | 1PS0        | 2           | DNF         | 1PS0        | 1PS0        | DNF         | 3P          | 2P          | 1           | 1P          | 6P          | DNFP        | 4S          | 1S          | 1           | 100    |
| 2    | 3   | Michael Schumacher    | DNF         | 3           | 1           | 2S          | 3           | 10          | 1S          | 1           | 1S          | 3           | 5           | 1S          | DNFS        | 1P          | 2P          | DNFPS0      | 86     |
| 3    | 7   | David Coulthard       | 2           | 2           | 6P          | 1P          | 2           | DNF         | DNFP        | 6S          | DNF         | 2S          | 2S          | 2           | 7           | DNF         | 3           | 3           | 56     |
| 4    | 4   | Eddie Irvine          | 4           | 8           | 3           | 3           | DNF         | 3           | 3           | 2           | 3           | 4           | 8           | DNF         | DNF         | 2           | 4           | 2           | 47     |
| 5    | 1   | Jacques Villeneuve    | 5           | 7           | DNF         | 4           | 6           | 5           | 10          | 4           | 7           | 6           | 3           | 3           | DNF         | DNF         | 8           | 6           | 21     |
| 6    | 9   | Damon Hill            | 8           | DSQ         | 8           | 10†         | DNF         | 8           | DNF         | DNF         | DNF         | 7           | 4           | 4           | 1           | 6           | 9           | 4           | 20     |
| 7    | 2   | Heinz-Harald Frentzen | 3           | 5           | 9           | 5           | 8           | DNF         | DNF         | 15†         | DNF         | DNF         | 9           | 5           | 4           | 7           | 5           | 5           | 17     |
| 8    | 6   | Alexander Wurz        | 7           | 4           | 4S          | DNF         | 4           | DNF         | 4           | 5           | 4           | 9           | 11          | 16†         | DNF         | DNF         | 7           | 9           | 17     |
| 9    | 5   | Giancarlo Fisichella  | DNF         | 6           | 7           | DNF         | DNF         | 2           | 2           | 9           | 5           | DNFP        | 7           | 8           | DNF         | 8           | 6           | 8           | 16     |
| 10   | 10  | Ralf Schumacher       | DNF         | DNF         | DNF         | 7           | 11          | DNF         | DNF         | 16          | 6           | 5           | 6           | 9           | 2           | 3           | DNF         | DNF         | 14     |
| 11   | 14  | Jean Alesi            | DNF         | 9           | 5           | 6           | 10          | 12†         | DNF         | 7           | DNF         | DNF         | 10          | 7           | 3           | 5           | 10          | 7           | 9      |
| 12   | 18  | Rubens Barrichello    | DNF         | DNF         | 10          | DNF         | 5           | DNF         | 5           | 10          | DNF         | DNF         | DNF         | DNF         | DNS         | 10          | 11          | DNF         | 4      |
| 13   | 17  | Mika Salo             | DNF         | DNF         | DNF         | 9           | DNF         | 4           | DNF         | 13          | DNF         | DNF         | 14          | DNF         | DNS         | DNF         | 14          | DNF         | 3      |
| 14   | 16  | Pedro Diniz           | DNF         | DNF         | DNF         | DNF         | DNF         | 6           | 9           | 14          | DNF         | DNF         | DNF         | 11          | 5           | DNF         | DNF         | DNF         | 3      |
| 15   | 15  | Johnny Herbert        | 6           | 11†         | DNF         | DNF         | 7           | 7           | DNF         | 8           | DNF         | 8           | DNF         | 10          | DNF         | DNF         | DNF         | 10          | 1      |
| 16   | 12  | Jarno Trulli          | DNF         | DNF         | 11          | DNF         | 9           | DNF         | DNF         | DNF         | DNF         | 10          | 12          | DNF         | 6           | 13          | DNF         | 12†         | 1      |
| 17   | 19  | Jan Magnussen         | DNF         | 10          | DNF         | DNF         | 12          | DNF         | 6           |             |             |             |             |             |             |             |             |             | 1      |
| 18   | 22  | Shinji Nakano         | DNF         | DNF         | 13          | DNF         | 14          | 9           | 7           | 17†         | 8           | 11          | DNF         | 15          | 8           | DNF         | 15          | DNF         | 0      |
| 19   | 23  | Esteban Tuero         | DNF         | DNF         | DNF         | 8           | 15          | DNF         | DNF         | DNF         | DNF         | DNF         | 16          | DNF         | DNF         | 11          | DNF         | DNF         | 0      |
| 20   | 20  | Ricardo Rosset        | DNF         | DNF         | 14          | DNF         | DNQ         | DNQ         | 8           | DNF         | DNF         | 12          | DNQ         | DNQ         | DNS         | 12          | DNF         | DNQ         | 0      |
| 21   | 21  | Toranosuke Takagi     | DNF         | DNF         | 12          | DNF         | 13          | 11          | DNF         | DNF         | 9           | DNF         | 13          | 14          | DNF         | 9           | 16          | DNF         | 0      |
| 22   | 11  | Olivier Panis         | 9           | DNF         | 15†         | 11†         | 16†         | DNF         | DNF         | 11          | DNF         | DNF         | 15          | 12          | DNS         | DNF         | 12          | 11          | 0      |
| 23   | 19  | Jos Verstappen        |             |             |             |             |             |             |             | 12          | DNF         | DNF         | DNF         | 13          | DNF         | DNF         | 13          | DNF         | 0      |
| Pos. | Nr. | Coureur               | AUS         | BRA         | ARG         | SMR         | SPA         | MON         | CAN         | FRA         | GBR         | OOS         | DUI         | HON         | BEL         | ITA         | LUX         | JPN         | Punten |
| Pos. | Nr. | Coureur               | Grands Prix |             |             |             |             |             |             |             |             |             |             |             |             |             |             |             | Punten |

| Resultaat                       |
| ------------------------------- |
| Winnaar                         |
| Tweede plaats                   |
| Derde plaats                    |
| Gefinisht (punten behaald)      |
| Gefinisht (geen punten behaald) |
| Niet geklasseerd (NC)           |
| Uitgevallen (DNF)               |
| Niet gekwalificeerd (DNQ)       |
| Gediskwalificeerd (DSQ)         |
| Niet gestart (DNS)              |
| Gewond (INJ)                    |
| Uitgesloten (EX)                |
| Teruggetrokken (WD)             |
| Niet deelgenomen (blanco cel)   |
| P Pole position                 |
| S Snelste ronde                 |

† — Coureur is niet gefinisht in de GP, maar heeft wel 90% van de race-afstand afgelegd, waardoor hij als geklasseerd genoteerd staat.

### Klassement bij de constructeurs
| Pos. | Constructeur        | Nr. | Grands Prix | Grands Prix | Grands Prix | Grands Prix | Grands Prix | Grands Prix | Grands Prix | Grands Prix | Grands Prix | Grands Prix | Grands Prix | Grands Prix | Grands Prix | Grands Prix | Grands Prix | Grands Prix | Punten |
| Pos. | Constructeur        | Nr. | AUS         | BRA         | ARG         | SMR         | SPA         | MON         | CAN         | FRA         | GBR         | OOS         | DUI         | HON         | BEL         | ITA         | LUX         | JPN         | Punten |
| ---- | ------------------- | --- | ----------- | ----------- | ----------- | ----------- | ----------- | ----------- | ----------- | ----------- | ----------- | ----------- | ----------- | ----------- | ----------- | ----------- | ----------- | ----------- | ------ |
| 1    | McLaren-Mercedes    | 7   | 2           | 2           | 6P          | 1P          | 2           | DNF         | DNFP        | 6S          | DNF         | 2S          | 2S          | 2           | 7           | DNF         | 3           | 3           | 156    |
| 1    | McLaren-Mercedes    | 8   | 1PS0        | 1PS0        | 2           | DNF         | 1PS0        | 1PS0        | DNF         | 3P          | 2P          | 1           | 1P          | 6P          | DNFP        | 4S          | 1S          | 1           | 156    |
| 2    | Ferrari             | 3   | DNF         | 3           | 1           | 2S          | 3           | 10          | 1S          | 1           | 1S          | 3           | 5           | 1S          | DNFS        | 1P          | 2P          | DNFPS0      | 133    |
| 2    | Ferrari             | 4   | 4           | 8           | 3           | 3           | DNF         | 3           | 3           | 2           | 3           | 4           | 8           | DNF         | DNF         | 2           | 4           | 2           | 133    |
| 3    | Williams-Mecachrome | 1   | 5           | 7           | Ret         | 4           | 6           | 5           | 10          | 4           | 7           | 6           | 3           | 3           | DNF         | DNF         | 8           | 6           | 38     |
| 3    | Williams-Mecachrome | 2   | 3           | 5           | 9           | 5           | 8           | DNF         | DNF         | 15†         | DNF         | DNF         | 9           | 5           | 4           | 7           | 5           | 5           | 38     |
| 4    | Jordan-Mugen-Honda  | 9   | 8           | DSQ         | 8           | 10†         | DNF         | 8           | DNF         | DNF         | DNF         | 7           | 4           | 4           | 1           | 6           | 9           | 4           | 34     |
| 4    | Jordan-Mugen-Honda  | 10  | DNF         | DNF         | DNF         | 7           | 11          | DNF         | DNF         | 16          | 6           | 5           | 6           | 9           | 2           | 3           | DNF         | DNF         | 34     |
| 5    | Benetton-Playlife   | 5   | DNF         | 6           | 7           | DNF         | DNF         | 2           | 2           | 9           | 5           | DNFP        | 7           | 8           | DNF         | 8           | 6           | 8           | 33     |
| 5    | Benetton-Playlife   | 6   | 7           | 4           | 4S          | DNF         | 4           | DNF         | 4           | 5           | 4           | 9           | 11          | 16†         | DNF         | DNF         | 7           | 9           | 33     |
| 6    | Sauber-Petronas     | 14  | DNF         | 9           | 5           | 6           | 10          | 12†         | DNF         | 7           | DNF         | DNF         | 10          | 7           | 3           | 5           | 10          | 7           | 10     |
| 6    | Sauber-Petronas     | 15  | 6           | 11†         | DNF         | DNF         | 7           | 7           | DNF         | 8           | DNF         | 8           | DNF         | 10          | DNF         | DNF         | DNF         | 10          | 10     |
| 7    | Arrows              | 16  | DNF         | DNF         | DNF         | DNF         | DNF         | 6           | 9           | 14          | DNF         | DNF         | DNF         | 11          | 5           | DNF         | DNF         | DNF         | 6      |
| 7    | Arrows              | 17  | DNF         | DNF         | DNF         | 9           | DNF         | 4           | DNF         | 13          | DNF         | DNF         | 14          | DNF         | DNS         | DNF         | 14          | DNF         | 6      |
| 8    | Stewart-Ford        | 18  | DNF         | DNF         | 10          | DNF         | 5           | DNF         | 5           | 10          | DNF         | DNF         | DNF         | DNF         | DNS         | 10          | 11          | DNF         | 5      |
| 8    | Stewart-Ford        | 19  | DNF         | 10          | DNF         | DNF         | 12          | DNF         | 6           | 12          | DNF         | DNF         | DNF         | 13          | DNF         | DNF         | 13          | DNF         | 5      |
| 9    | Prost-Peugeot       | 11  | 9           | DNF         | 15†         | 11†         | 16†         | DNF         | DNF         | 11          | DNF         | DNF         | 15          | 12          | DNS         | DNF         | 12          | 11          | 1      |
| 9    | Prost-Peugeot       | 12  | DNF         | DNF         | 11          | DNF         | 9           | DNF         | DNF         | DNF         | DNF         | 10          | 12          | DNF         | 6           | 13          | DNF         | 12          | 1      |
| 10   | Minardi-Ford        | 22  | DNF         | DNF         | 13          | DNF         | 14          | 9           | 7           | 17†         | 8           | 11          | DNF         | 15          | 8           | DNF         | 15          | DNF         | 0      |
| 10   | Minardi-Ford        | 23  | DNF         | DNF         | DNF         | 8           | 15          | DNF         | DNF         | DNF         | DNF         | DNF         | 16          | DNF         | DNF         | 11          | DNF         | DNF         | 0      |
| 11   | Tyrrell-Ford        | 20  | DNF         | DNF         | 14          | DNF         | DNQ         | DNQ         | 8           | DNF         | DNF         | 12          | DNQ         | DNQ         | DNS         | 12          | DNF         | DNQ         | 0      |
| 11   | Tyrrell-Ford        | 21  | DNF         | DNF         | 12          | DNF         | 13          | 11          | DNF         | DNF         | 9           | DNF         | 13          | 14          | DNF         | 9           | 16          | DNF         | 0      |
| Pos. | Constructeur        | Nr. | AUS         | BRA         | ARG         | SMR         | SPA         | MON         | CAN         | FRA         | GBR         | OOS         | DUI         | HON         | BEL         | ITA         | LUX         | JPN         | Punten |
| Pos. | Constructeur        | Nr. | Grands Prix |             |             |             |             |             |             |             |             |             |             |             |             |             |             |             | Punten |

| Resultaat                       |
| ------------------------------- |
| Winnaar                         |
| Tweede plaats                   |
| Derde plaats                    |
| Gefinisht (punten behaald)      |
| Gefinisht (geen punten behaald) |
| Niet geklasseerd (NC)           |
| Uitgevallen (DNF)               |
| Niet gekwalificeerd (DNQ)       |
| Gediskwalificeerd (DSQ)         |
| Niet gestart (DNS)              |
| Gewond (INJ)                    |
| Uitgesloten (EX)                |
| Teruggetrokken (WD)             |
| Niet deelgenomen (blanco cel)   |
| P Pole position                 |
| S Snelste ronde                 |

† — Coureur is niet gefinisht in de GP, maar heeft wel 90% van de race-afstand afgelegd, waardoor hij als geklasseerd genoteerd staat.
1950 · 1951 · 1952 · 1953 · 1954 · 1955 · 1956 · 1957 · 1958 · 1959 · 1960 · 1961 · 1962 · 1963 · 1964 · 1965 · 1966 · 1967 · 1968 · 1969 · 1970 · 1971 · 1972 · 1973 · 1974 · 1975 · 1976 · 1977 · 1978 · 1979 · 1980 · 1981 · 1982 · 1983 · 1984 · 1985 · 1986 · 1987 · 1988 · 1989 · 1990 · 1991 · 1992 · 1993 · 1994 · 1995 · 1996 · 1997 · 1998 · 1999 · 2000 · 2001 · 2002 · 2003 · 2004 · 2005 · 2006 · 2007 · 2008 · 2009 · 2010 · 2011 · 2012 · 2013 · 2014 · 2015 · 2016 · 2017 · 2018 · 2019 · 2020 · 2021 · 2022 · 2023 · 2024 · 2025 · 2026 
 Lijst van Formule 1 Grand Prix-wedstrijden